# 9070 Енсаб
9070 Енсаб (9070 Ensab) — астероїд головного поясу, відкритий 23 липня 1993 року.
Тіссеранів параметр щодо Юпітера — 3,007.